# Judith Wolter
Judith Wolter (* 4. August 1978 in Köln) ist eine deutsche Juristin und rechtsextreme Politikerin. Sie ist ehemalige stellvertretende Vorsitzende der rechtsextremen Bürgerbewegung pro Köln sowie ehemalige Schatzmeisterin der daraus hervorgegangenen Partei pro NRW. Von 2004 bis zu den Kommunalwahlen in NRW 2020 war sie Mitglied im Rat der Stadt Köln für pro NRW, nach dessen Auflösung im März 2018 parteilos.

## Leben und Beruf
Judith Wolter absolvierte 1998 ihr Abitur und studierte von 1998 bis 2003 Rechtswissenschaften an der Universität zu Köln. 2003 schloss sie das erste juristische Staatsexamen ab. Von 2003 bis 2005 absolvierte Wolter das Referendariat am Landgericht Aachen. Nach Abschluss des zweiten juristischen Staatsexamens im Jahre 2005 wurde sie 2006 als Rechtsanwältin in Köln zugelassen. Sie war als Fachanwältin für Familienrecht in Köln in der Kanzlei Beisicht & Dr. Schlaeper tätig, dessen vertretungsberechtigter Gesellschafter Markus Beisicht Vorsitzender der rechtsextremen Bürgerbewegung pro NRW ist. Sie vertrat vier Landesverbände der DVU gegen die DVU im Streit um die Fusion mit der NPD zur NPD – Die Volksunion.
Judith Wolter ist mit Markus Wiener verheiratet und hat zwei Kinder. Sie lebt in Köln.

## Politische Karriere
Bis 1999 war Wolter bei der Partei Die Republikaner aktiv, für die sie 1999 bei den Kommunalwahlen in Köln kandidierte. Im gleichen Jahr wurde sie zur Vorsitzenden der extrem rechten Bürgerbewegung pro Köln gewählt, die drei Jahre zuvor aus der Deutschen Liga für Volk und Heimat (DLVH) hervorgegangen war. Sie zog nach den Kommunalwahlen 2004 in den Rat der Stadt Köln ein und wurde Fraktionsvorsitzende von pro Köln. Nach der Gründung der Bürgerbewegung pro NRW wurde Wolter 2007 Schatzmeisterin der Partei sowie stellvertretende Vorsitzende von Pro Köln. 2009 zog sie erneut in den Stadtrat ein und blieb Fraktionsvorsitzende. Außerdem trat sie 2009 als Landratskandidatin im Rhein-Erft-Kreis an. Bei den Landtagswahlen 2010 in Nordrhein-Westfalen stand sie auf Listenplatz 2 und war Direktkandidatin in Köln VII.
Seit der Auflösung von Pro Köln am 15. März 2018 bis zum Ende der Amtszeit im Oktober 2020 war Judith Wolter als parteiloses Ratsmitglied der Stadt Köln und agierte gemeinsam mit ihrem Ehemann Markus Wiener, ebenfalls vormals pro Köln Mitglied, unter dem Label einer Ratsgruppe namens „Rot-Weiß“.

### Verhältnis zum Rechtsextremismus
Inhaltlich vertritt Wolter den Standpunkt, dass der 8. Mai 1945 als Ende des Zweiten Weltkrieges kein Datum zum Feiern sei, da damals de facto ein Drittel des damaligen Reichsgebiets verloren gegangen sei.
Im November 2002 nahm Wolter an einem Bundeskongress der NPD-Jugendorganisation Junge Nationaldemokraten im hessischen Kirchheim teil und sprach ein Grußwort. 2003 veranstaltete sie zusammen mit Markus Beisicht und dem NPD-Funktionär Thorsten Crämer eine Demonstration. Im folgenden Jahr gab sie Crämer für die NPD-Parteizeitung Deutsche Stimme ein Interview. 2006 gab sie der Nationalzeitung von DVU-Chef Gerhard Frey ebenfalls ein Interview.
Nachdem im Rahmen der Landtagswahlen in NRW 2010 auch Statements in der rechtsextremen Zeitschrift Zuerst! sowie im Internetportal Gesamtrechts.net aufgetaucht waren und sie daraufhin im Internetportal Abgeordnetenwatch dazu befragt wurde, antwortete sie wie folgt:
„Die Bürgerbewegung pro NRW vertritt freiheitliche Positionen. Die Pressefreiheit ist für uns eines der elementarsten demokratischen Grundrechte. Ich stehe daher jedem Presseorgan für Interviews oder sonstige Anfragen zur Verfügung, unabhängig davon, welchem politischen Spektrum es zugehörig ist und ob es unsere Meinung vertritt oder nicht.“
Obwohl zwischen 1999 und 2004 bei mehreren Demonstrationen und Kundgebungen von Pro Köln Aktivisten der rechtsradikalen Szene (darunter Siegfried Borchardt und Daniela Wegener) beteiligt waren, distanzierte sich Wolter neben anderen Pro-Köln-Funktionären 2004 von einem Wahlaufruf des Nationalen Widerstands Köln unter der Führung von Axel Reitz zugunsten von Pro Köln.

## Juristische Auseinandersetzung
Am 5. Juli 2003 soll Judith Wolter im Rahmen einer Flugblattverteilung gegen Flüchtlinge in Köln-Poll von zehn Linksextremisten angegriffen und verletzt worden sein. Bei einem Prozess vor dem Kölner Amtsgericht Anfang September 2004 gegen vier Antifamitglieder verstrickte sich Wolter aber bei einer mehrstündigen Befragung der Anwälte der Angeklagten in Widersprüche, so dass der Oberstaatsanwalt Rainer Wolf Freisprüche für alle vier Angeklagten beantragte. Nur der Anwalt der Nebenklägerin Wolter, Markus Beisicht, versuchte in seinem Schlussplädoyer zumindest für den Hauptangeklagten eine „empfindliche Freiheitsstrafe“ zu erreichen. Dabei verglich er Wolter mit den Opfern des Nationalsozialismus. Am Ende wurden aber alle vier Angeklagten freigesprochen.